# Wasserturm (Ełk)

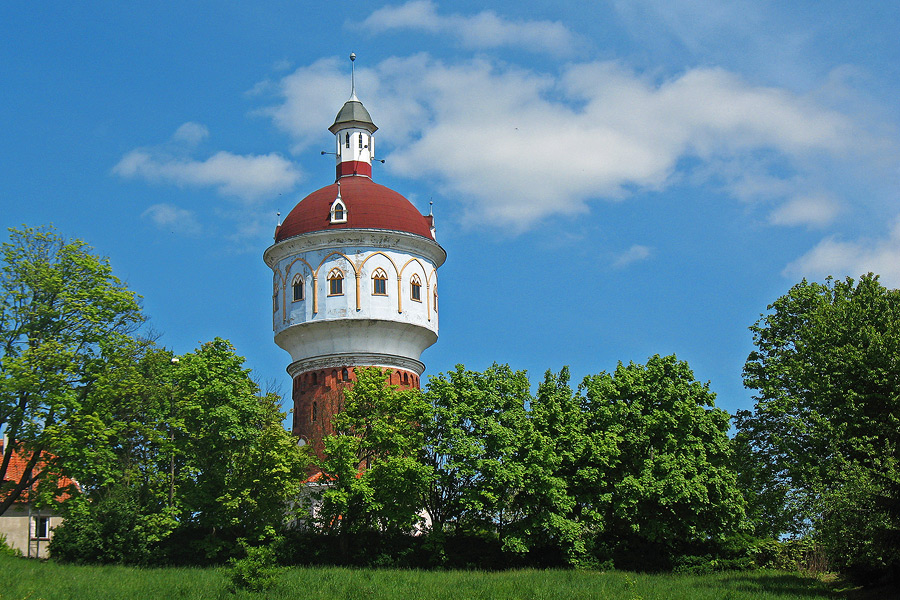
Der Wasserturm

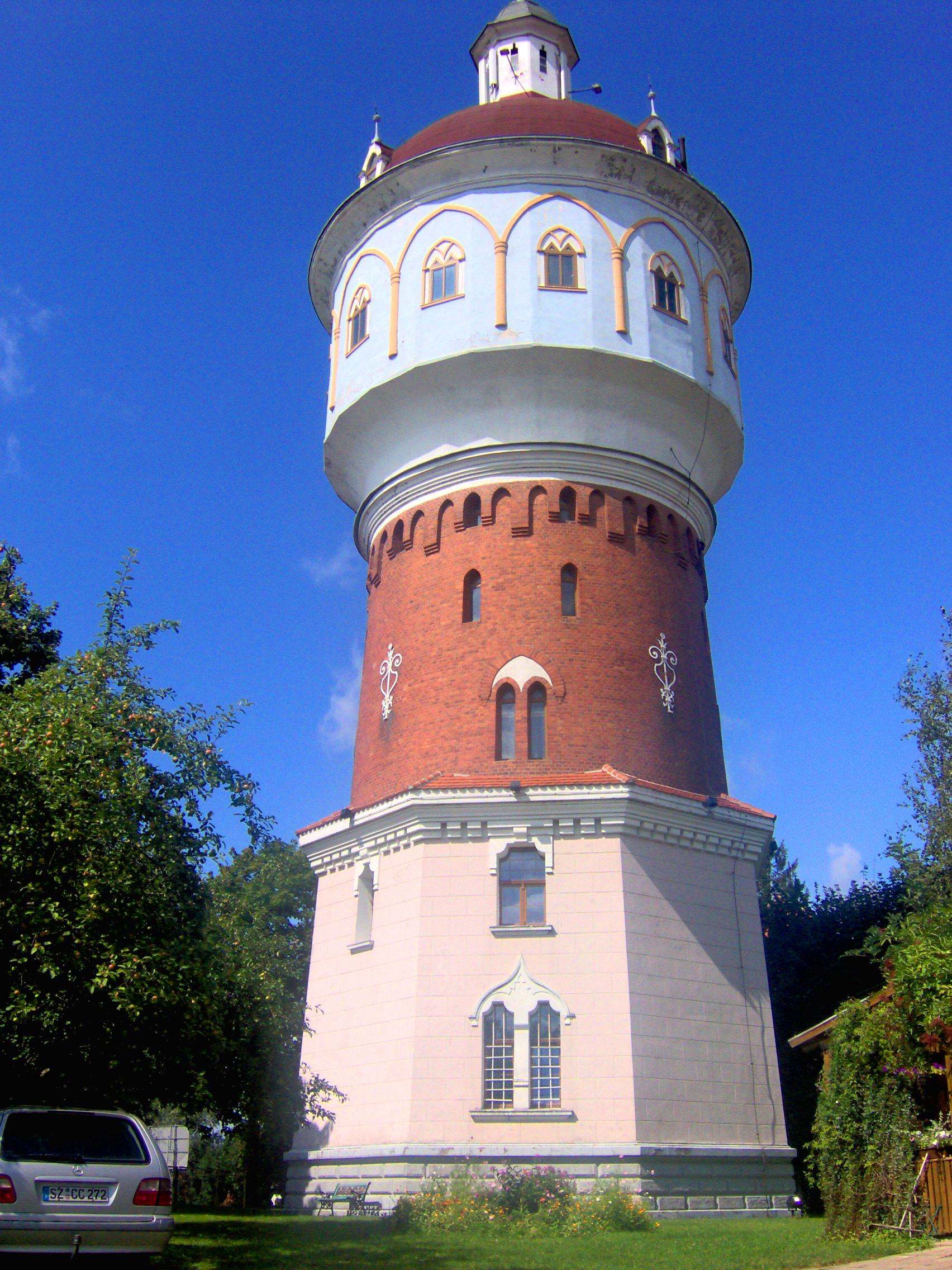
Ansicht 2012

Der Wasserturm in Ełk (deutsch Lyck) ist ein historischer denkmalgeschützter Wasserturm im neogotischen Stil. Der Wasserturm ist im Besitz und Sitz der Ortsgruppe der Deutschen Minderheit, die Gesellschaft der Deutschen Minderheit Masuren in Lyck, die im Inneren ein Museum zur ostpreußischen Kultur und Geschichte eingerichtet hat. Der Turm befindet sich an der Kreuzung der Straßen 11 Listopada und Kajki. Das Bauwerk hat fünf Stockwerke, ist 33 Meter hoch und befindet sich an der höchsten Stelle der Stadt. Es hat eine öffentliche Aussichtsplattform.

## Geschichte
Der Wasserturm wurde 1895 errichtet und wurde bis Ende der 1970er Jahre als solcher genutzt. Seit Frühjahr 1994 ist der ehemalige Wasserturm im Besitz der Gesellschaft der Deutschen Minderheit Masuren in Lyck, die sich 1991 gegründet hatte. Hierfür erwarb die Gesellschaft ein Erbbaurecht für das Grundstück. Einen Teil zur Finanzierung spendete der Hamburger Unternehmer Heinrich Westphal, der Rest wurde mit Hilfe der Ostpreußischen Landsmannschaft aufgebracht. 1995 bezog die Gesellschaft den Turm als ihren Sitz und richtete ein Vereinscafé ein. Mit Unterstützung der Stiftung der deutsch-polnischen Zusammenarbeit wurde die Außenfassade 1999 aufwendig renoviert.

## Museum
Das Museum mit dem Namen Muzeum Kropli Wody (Museum des Wassertropfens) zeigt historische Gegenstände wie Möbel, Porzellan, Stoffe aus Flachs, Trachten, Glaserzeugnisse, eine hölzerne Truhe mit der Jahreszahl 1729 und andere Alltagsgegenstände. Neben einer historischen Bildersammlung des Ortes befindet sich im Turm auch eine Bibliothek mit deutschsprachiger Literatur.
Seit 9. Juni 2008 ist im Museum eine vom Kulturzentrum Ostpreußen in Ellingen erstellte Bildtafel-Dauerausstellung über die Geschichte der Stadt von ihrer ersten Erwähnung bis zum Kriegsende 1945 zu sehen.